# American Corner
American Corner – międzynarodowa sieć placówek informacyjno-bibliotecznych pod patronatem Departamentu Stanu USA i placówek naukowo-edukacyjnych poszczególnych państw w ramach public diplomacy. Pierwsza powstała w Rosji na początku lat dziewięćdziesiątych XX wieku. Biblioteki American Corner działają na podobnych zasadach jak  biblioteki publiczne (ogólnie dostępne i nieodpłatne). Można je znaleźć na wszystkich kontynentach, obecnie jest ich 339 (dane z dnia 4 października 2006), najwięcej w Rosji – 31. 

## W Polsce
W Polsce jest sześć placówek tego typu: w Lublinie, Łodzi, Wrocławiu, Gdańsku, Katowicach oraz Radomiu. W 2021 roku Centrum Kultury i Informacji Amerykańskiej American Corner w Katowicach za realizację 109 programów zostało uznane za najlepiej działające spośród wszystkich ośrodków American Corner w roku 2020/2021. 